# Enslaved to the Machine

## Grabación
Este es el primer álbum de Necrosis después de que se reuniera en el año 1999.
La novedad de este álbum es su casi total cambio de formación, en comparación con el álbum anterior y el demo Kingdom of Hate.
Los nuevos miembros en este álbum son Gustavo Robles en las voces, Cesar Añasco en la guitarra y Victor Trujillo en el Bajo.
Los únicos miembros originales que quedaron fueron el guitarrista Nata Infante y el baterista Andy Nacrur.

## Lista de canciones
1.	The Electric Prayer (Intro) 00:59
2.	Killing Engine	05:19
3.	(The Busy) Stateman 04:41
4.	Doomsday Meneace 03:21
5.	Enslaved To The Machine	03:14
6.	Beyond The Screen 05:11
7.	Disprogrammed 04:58
8.	Omega-Man 04:41
9.	Invasion / Prayer 14:15
(Prayer es una canción del disco The Search pero grabada con los nuevos miembros).
- Datos: Q5380026